# 全日本キックボクシング連盟
全日本キックボクシング連盟（ぜんにほんキックボクシングれんめい）は、日本のキックボクシング団体。略称は「全日本キック」、「AJKF」。1971年に前身団体の全日本キックボクシング協会として設立され、1987年のマーシャルアーツ日本キックボクシング連盟の分裂によって新たに設立。2009年に解散。

## 歴史

### 全日本キックボクシング協会
1971年に黒崎健時代表の目白ジムなどが集まり「全日本キックボクシング協会」を設立。参議院議員の石原慎太郎をコミッショナーとして「全日本キックボクシングコミッション」も設け、同年11月5日に初代王者を決定した。大沢昇、藤原敏男、島三雄らを抱え、日本テレビと東京12チャンネルのゴールデンタイムで中継され、両チャンネルの放送打ち切り後はフジテレビの深夜枠で放送。
設立から1977年まで（昭和40年代 - 50年代前半）、日本キックボクシング協会とともに日本のキックボクシングの主要団体として人気を博した。1974年には日本キックボクシング協会との交流戦を行った。1980年ごろ（昭和50年代半ば）にはテレビ放送が終了して人気が急落。以降、団体の分裂が相次ぎ、1981年に解散。

### 全日本キックボクシング連盟設立
1987年7月に藤田眞を理事長として「全日本キックボクシング連盟」を設立し、黒崎健時が相談役に就任。衆議院議員の小沢一郎をコミッショナーとし、マーシャルアーツ日本キックボクシング連盟（以下、MA日本キック）が認定していた5階級の現役王者全員を引き抜いた。この時、王者だったのが、向山鉄也（ウェルター級）、斎藤京二（ライト級）、青山隆（フェザー級）、三島真一（バンタム級）、赤土公彦（フライ級）の5人であった。さらに、この全員の所属していたジムもMA日本キックを脱退した。なお、全日本キック結成後は、この5人の王者は自動的に全日本キックの王者として認定された。ジムの脱退については、当時、MA日本キックの幹部だった西川純（ニシカワジム会長）が扇動し、実際には金田敏男が主導していたと考えられている。全日本キック設立後、旗揚げ興行を行うまでに、AKIジム、ニシカワジム、光ジム、OGUNIジム、不動館（新拳会）、藤ジム、岩本ジム、大和ジムなどといったジムが加盟した。特に、AKIジムについては、かつて全日本マーシャルアーツ連盟の実体であったオールジャパンプロモーションであり、勇気道（のちの新空手）総本部である正心館でもあった。この創設について、総長に就任したのがフジテレビの元社員であることから、かつて存在していた「全日本キックボクシングコミッション」並びに「全日本キックボクシング協会」の復活・継承という意味を持つと考えられた。
1987年7月15日に旗揚げ興行を後楽園ホールにて行った。メインイベントは、ムエタイ五冠王のラクチャートと全日本キックのウェルター級王者として認定された向山鉄也との対戦だった。向山は、全日本キックの前身の団体である日本キックボクシング連盟やMA日本キックでも日本王座を獲得したことがある、当時の日本を代表する選手だった（引退後はキングジムの会長に就任）。
全日本キック設立後に、同団体の実質的な権限を握ったのは金田敏男だった。金田は他の興行会社での勤務歴が長く、興行に関しては経験が深かった。加えて、自身が専務を務めていた日照という会社（キックボクシングのジムも経営していた）に「日照エンタープライズ」という会社を作らせて、自らが社長に就任した。この会社は強力な興行会社（プロモーター）であったため、全日本キックの実体と目された。その後、金田は全日本キックの「代表」という役職を名乗るようになっていく。また、金田がかつて勤めていた会社の一つに「オールジャパンプロモーション」（かつて存在した全日本マーシャルアーツ連盟・AKIジム・正心館の実体）という興行会社があり、世界キックボクシング協会 (WKA)と提携していた。このコネは全日本キックに引き継がれ、当時全日本キックの理事長だった藤田眞は、WKAの副会長も兼任した。全日本キックは、日照エンタープライズの潤沢な資金と、WKAとの全面提携を生かして、これまで呼べなかった世界（オランダ、米国）のトップ級の選手を次々と日本に招聘し、それを売り物にした。この時招聘された選手にはモーリス・スミス、ロブ・カーマン、ピーター・スミット、アンドレ・マナートなどの選手がいた。スミスに関しては過去に全日本マーシャルアーツ連盟が招聘したことがあったが、スミットについてはキックボクシングの試合のために招聘したのは全日本キックが初めてだった。
やがて日照は日照エンタープライズから離れていった。そのため、日照エンタープライズは社名を「オールジャパンエンタープライズ」に改称した。1990年代に入ると、次のような試合が組まれた。代表的なものでは、1990年6月30日に日本武道館で行われた「INSPIRING WARS HEAT630」のチャンプア（タイ）対デル・"アポロ"・クック（アメリカ）、WKA世界ジュニアライトヘビー級王者決定戦のピーター・スミット（挑戦者/オランダ）対ロブ・カーマン（王者/オランダ）、佐竹雅昭（日本）対ドン・中矢・ニールセン（アメリカ）。なお、この試合は佐竹が初めて完全なキックボクシングに挑んだ一戦だった。佐竹は執拗な反則攻撃（バッティング）を繰り返し、最後はブレイクが宣告された直後のパンチでKO勝ちしたため、当時の老舗の格闘技雑誌によって根底から批判された。ゴング格闘技は、この試合に関して長大な検証記事を載せた。また、1993年11月27日に東京ベイNKホールで行われた「EVOLUTION step8」のビタリ・クリチコ対柳澤龍志、船木誠勝対モーリス・スミス、日本フェザー級タイトルマッチ立嶋篤史（前王者）対前田憲作（現王者）などがある。この頃は、試合会場前列に松任谷由実が陣どり、選手の応援を熱心にしていた。ところで、全日本キックは当時スター選手だった立嶋篤史に1,000万円の年俸を与えていた。もっとも、実際に本人が受け取ったのはその5分の1程度であった。同じくスター選手の前田憲作は、1996年、現役トップのまま、俳優としてデビューし映画に主演した。この映画は格闘技を題材としたものでなく通常の学園物である。プロレスの第二次UWF・リングス・パンクラスに選手を貸し出したり、彼らプロレスラーを当連盟のリングにあげたりという連携もあった。それらプロレスファンの動員もあり、バブル崩壊直前の1991年までは日本武道館（収容数15,000名）で、1995年まで東京ベイNKホール（収容数6,000名）で、興行を行っていた。しかし人気が落ちてくると、その後のほぼすべての興行において空席が目立つようになり、後楽園ホールの座席（2000人分）埋めるのに毎回苦心するという悲惨な有様になった。

### 分裂（NJKF）
1996年に入ると、全日本キックは完全に分裂した。当時同団体の理事長を務めていた藤田眞と、所属していたジムの大半が離脱し、ニュージャパンキックボクシング連盟（以降、NJKF）を結成した。脱退したジムの選手層のほうが圧倒的に優勢であったため、残留した側は一気に劣勢に立たされた。このときNJKFに移籍した選手の中には、全日本キックの現役の王者も多数含まれていた。例えば、松浦信次（ウェルター級）、内田康弘（ライト級）、鈴木秀明（フェザー級）の3人がそうであった。ただし、当時スター選手だった前田憲作については、実質的に連盟直属となっていたため移籍しなかった。

### 倒産
1997年5月にK-1と提携を結んだ。そして、連盟本部を錦糸町に設置し、ここにKパブリックジムというジムを開設した。さらに、プロボクシングの日本及びOPBF王座を獲得したWBA世界王座挑戦経験者吉野弘幸を連盟に所属させ、連盟からK-1に派遣した、他にも、K-1の2興行（7月20日ナゴヤドーム、11月9日東京ドーム）に既存の連盟所属のトップ選手を派遣して団体対抗試合をさせた。当時、K-1を主催していた石井和義は立嶋を対抗戦に参戦させようとが立嶋は拒否した。1997年10月に「オールジャパンエンタープライズ」が経営破綻（倒産）。このときに金田の体制が崩壊した。さらに、事実上、連盟の実態が失われた。連盟職員も全員が去り、他に職を見つけた。その後、全日本キックは、八王子FSGなどの有力ジムが主宰する理事会により運営されるようになった。加えて、すべての興行は興行会社や連盟本部でなく、実質的に個々のジムが主催するようにもなった。このときに、全日本キックの新しい本部を東麻布に設けた。

### 分裂（J-NETWORK）
1989年に全日本キックに加入したアクティブJは、上記のように個々のジムが興行を主宰するために1997年9月以降も自ジムによる主催興行を連続して開催しようとした。しかし、金田失脚後の理事会からアクティブJに対してだけ反発が出た。アクティブJはそれでも興行を開催しようとしたため、最終的に除名された。アクティブJは新団体のJ-NETWORK（以降、J-NET）を結成した。また、全日本キック傘下のジムとして主催興行を予定していた1997年12月21日をJ-NETの旗揚げ興行とした。当時、アクティブJを敵視していたのは後にK-Uを結成するジムたちだけだった。加えて、金田とアクティブJとの関係は良好であり続けたものと推測されている。これは、自ジムによる主催興行を連続して打とうとしていたのは金田が実権を握っていたときのことだったからである。このJ-NETの分裂の際、当時全日本キックのバンタム級王者だった貝沼慶太と、新人ながら人気を高めていた小比類巻貴之が移籍した。

### 分裂（K-U）
1998年6月14日の記者会見で、八王子FSGを中心としたジムが離脱し、キック・ユニオン(K-U)が結成されることが明らかにされた。その中にはまたしても全日本キックの現役王者が含まれていた。鈴木達也（ウェルター級）、須藤信充（ライト級）、佐久間晋哉（フェザー級）の3人であった。また離脱したジムには、稲毛道場、神武館、八王子FSG、藤原ジムなどがあった。ただし、立嶋篤史に関しては、同年4月に連盟内の他ジム（谷山ジム）に既に移籍していたため、流出しなかった。

### 衰退
1998年6月1日、金田敏男が連盟代表に復帰した。連盟本部を新百合ヶ丘に移す。以後、興行は連盟自身が主催するようになった。そしてJ-NET側との関係に改善がみられるようになった。例えば、1998年12月22日のJ-NET興行には全日本キック所属の選手が大量出場した。また、翌1999年の、K-Uへの分裂で空位になった「全日本ライト級王座」「全日本フェザー級王座」の王者を決定するためのトーナメントでは、J-NETの選手が多数参加した。こうしたことから、“除名”処分を下したはずのアクティブJおよびその他のジムとの交流が完全に復活したのである。
1999年に入り、新しいスポンサーがついた。そして同年5月28日に連盟の本部を北新宿のビルに移転し、連盟直営ジム（AJパブリックジム）や道場（作真会館）を併設した。しかし、全日本キックの看板選手だった前田憲作が1999年前半に脱退した。11月22日に入ると、藤原敏男の経営する藤原ジムは全日本キックに再加盟した。これにより、藤原ジム所属の小林聡も全日本キックに復帰した。ところが、今度は11月30日にWKA世界ムエタイ・バンタム級王座土屋ジョー擁する谷山ジムが脱退し翌年にMA日本キックに移籍。ただし、谷山ジムに移籍していた看板選手の立嶋篤史は全日本所属の別のジムに再移籍することになった。2000年に入ると、3月に当時から既に人気のあった魔裟斗が脱退。その翌2001年に、立嶋も処女作を出版した直後に脱退した。

### 解散
2008年から、K-1を主催するFEGの協力の下で新イベント「Krush」を旗揚げした。翌2009年6月21日に、後楽園ホールで全日本キックのゼネラルマネージャーである小林聡がプロデュースした「野良犬電撃作戦2009」を開催した。しかし、これが全日本キックの最終興行となった。翌日6月22日に、全日本キック代表の金田敏男が、韓国人の不法滞在を可能にすることを目的とする偽装結婚（公正証書原本不実記録・同供用）の容疑で逮捕された。また、偽装結婚の元締めは暴力団員であり、その人物も逮捕された。報道では、金田個人のみならず、連盟そのものが反社勢力下にあることが強く示唆された。これは、1999年以降に連盟本部が所在するビルの実情などからそのように推測された。同日、全日本キックの本部も家宅捜索され、多量の資料が押収された。この事件により、同日付で金田は代表職から解任された。さらに、同年7月15日には本部が閉鎖され、7月15日から8月20日までに、連盟は解散した。

### その後
解散後、残されたKrushの興行権を代表代行であった宮田充が中心たるKrush実行委員会が取得して継続。8月14日付で宮田は全日本キックを離脱し、実行委員会は「株式会社グッドルーザー」として法人化され、従来のキックボクシング興行についてもグッドルーザーが引き継いだ。年末恒例の「藤原祭り」については、2009年はグッドルーザー協力の下で藤原敏男スポーツジム後援会が主催に当たったが、2010年はM-1ムエタイチャレンジとREBELSの協力を得ている。また、全日本キックの興行名として使われた「SURVIVOR」はグッドルーザー協力の下、MKTマネジメント社主催興行として行われている。
一方、元ゼネラルマネージャーの小林聡は活動の場をプロレス団体のZERO1に移し、「ZERO1野良犬道場」の名で同団体所属のプロレスラーなどに打撃を指導していたが、2014年6月21日、グッドルーザー運営の下でKICKBOXING ZONEを11月9日に旗揚げすることを発表した。「ZONE」には「全日本キックのZが一番（ONE）という意味」という意味が込められ、肘打ち・膝蹴り・首相撲を解禁した全日本キックの流れを受け継ぐイベントを目指す。そして2016年より全日本キック関係者の許可を得た上でZONEにおいて全日本を冠したベルトを復活させることが発表された。

## 女子キックボクシング
- 熊谷直子の日本武道館出場
- 女子だけの大会闘色兼備1994年10月14日・1995年4月30日
- Girls Shock!

## 体重別階級
| 階級名称             | 体重 （キログラム/kg） | 体重 （ポンド/lbs） |
| -------------------- | ---------------------- | ------------------- |
| ヘビー級             | 72.575kg以上           | 160lbs以上          |
| ミドル級             | 72.575kg               | 160lbs              |
| スーパーウェルター級 | 69.853kg               | 154lbs              |
| ウェルター級         | 67.132kg               | 148lbs              |
| スーパーライト級     | 64.410kg               | 142lbs              |
| ライト級             | 61.689kg               | 136lbs              |
| スーパーフェザー級   | 58.967kg               | 130lbs              |
| フェザー級           | 56.245kg               | 124lbs              |
| バンタム級           | 53.524kg               | 118lbs              |
| フライ級             | 50.802kg               | 112lbs              |

## 所属選手
- 吉野弘幸 - プロボクシング東洋太平洋元王者。当連盟所属選手という肩書でK-1に参戦した。当連盟での試合はしていない。
- 魔裟斗
- 佐藤嘉洋
- 小比類巻太信（小比類巻貴之）
- 新田明臣
- 西田和嗣
- ツグト“忍”アマラ
- 立嶋篤史
- 前田憲作
- 西良典
- マンモス西（西田操一）
- 佐藤孝也
- 鈴木秀明
- 佐久間晋哉
- 安部康博
- 今野貴充
- 竹原太
- 増田博正
- 船木鷹虎（ヤンガー船木）
- 土屋ジョー
- 熊谷直子 - 1999年退団
- 渡邊久江 - 2003年9月17日入団
- WINDY智美 - 2005年退団
- 須藤信充
- 小林聡
- 山本優弥
- 山本元気
- 金沢久幸
- 大月晴明
- 藤原あらし
- サトルヴァシコバ
- 山本真弘
- 石川直生
- 前田尚紀
- 山内裕太郎
- 真田岳明

### ゲスト的に出場した選手
- 佐竹雅昭
- TOMO
- 郷野聡寛
- 我龍真吾
- 高田延彦 - 実際には試合をしなかった。会場来場もしていない。
- 船木誠勝
- 柳澤龍志

ただし、スペシャルイベント「藤原祭り」ではプロレスなど他ジャンルから幅広い選手が出場したが、当欄ではそれらはすべて割愛した。

## テレビ
1990年から1991年にかけて、ビッグマッチがフジテレビで録画中継されていた。
1990年代から2009年6月まではGAORAが独占中継していた。フォーマットは大会開催ごとに収録し2時間枠で放送するという豪華なものであった。同時期は連盟が衰退し離脱ジムを毎年のように多数出していたが、それでも、2009年6月までは打ち切られることがなかった。なお、同局との独占契約であるため、資料映像としても格闘技専門局のサムライTV等で流れることはなかった。

## ビデオ・DVD
DVDもビデオ（VHS）も多数出ている。連盟のビデオは、「オールジャパンエンタープライズ」倒産までは同社から発売され、倒産後はすべてクエスト（格闘技ビデオの老舗）から発売されている。他に、特定の選手個人をフィーチャーしたビデオが他社から発売されていた。